# Georgij Natanson
Georgij Natanson (russisk: Гео́ргий Григо́рьевич Натансо́н) (født 23. maj 1921 i Kasan i Russiske SFSR, død 17. december 2017 i Moskva i Rusland) var en sovjetisk filminstruktør og manuskriptforfatter.

## Filmografi
- Sjumnyj den (Шумный день, 1960)[1][2]
- Starsjaja sestra (Старшая сестра, 1966)
- Jesjjo raz pro ljubov (Ещё раз про любовь, 1968)
- Posol Sovetskogo Sojuza (Посол Советского Союза, 1969)
- Oni byli aktjorami (Они были актёрами, 1981)
- Valentin i Valentina (Валентин и Валентина, 1985)
- Aelita, ne pristavaj k muzjtjinam (Аэлита, не приставай к мужчинам, 1988)
- Vzbesivsjijsja avtobus (Взбесившийся автобус, 1990)